# De ruige regen
De ruige regen is het honderdnegenenzestigste stripverhaal uit de reeks van Suske en Wiske. Dit verhaal werd weer gemaakt door Willy Vandersteen. 
Het verhaal is niet voorgepubliceerd, maar verscheen meteen als album in de Vierkleurenreeks in september 1985.

## Locaties
- Nottingham, de bossen van Sherwood

## Personages
- Suske, Wiske, tante Sidonia (Sidonianne), Lambik Hood, Jerom, professor Barabas, Isabel en Colombo (duiven), baron Fatbelly, de sheriff van Nottingham, Chemilie (alchemiste en tovenares), Filetes Americainus Préparétus (zwaard), mobiele patrouille, fee Malseregen, Mjolnir (de hamer van Thor), soldaten en burgers

## Uitvindingen
- teletijdmachine

## Het verhaal
Wiske leest een boek over Robin Hood. In de tuin stort een duif neer, haar vleugel is gebroken. Lambik is het leven zat, en hangt als een luiaard aan een stok; de hele dag doet hij niets anders dan hangen en slapen. Wanneer tante Sidonia hem naar de dokter brengt, vertelt die haar dat Lambik op avontuur moet gaan. Wanneer de duif hersteld is, komt ze in een tas terecht en komt dan ’s nachts weer bij de vrienden terecht. Ze wordt nu geschaduwd door een man die belangstelling heeft voor de sprekende duif. 
Jerom gaat op reis en laat Lambik bij tante Sidonia hangen. Suske, Wiske en de duif (Isabel) worden door clowns meegenomen. Lambik en tante Sidonia zetten de achtervolging in. Agenten rekenen de clowns later in en de vrienden worden herenigd; het circus blijkt een dekmantel voor drugshandel te zijn.
’s Nachts hoort Isabel haar vriend Colombo. Ze neemt afscheid van de vrienden, die nu ontdekken dat de duif rond middernacht even kan praten. De duif is erg dankbaar en hoopt ooit iets terug te kunnen doen. De vrienden besluiten nu naar het Sherwood van de twaalfde eeuw (de tijd van Robin Hood) te reizen, zodat Lambik weer op zal knappen. Ze maken historische kostuums en de professor besluit de vrienden naar 1100 te zenden, zodat ze de echte Robin Hood niet voor de voeten zullen lopen in 1194. Tante Sidonia zal als de verloofde van "Lambik Hood" optreden en noemt zich Sidonianne. Als ze in het verleden zijn aangekomen, voorkomen de vrienden dat een gezin wordt overvallen door de sheriff van Nottingham en diens mannen. Ze voorkomen ook dat er belasting moet worden afgedragen.
De vrienden worden uitgenodigd op het kasteel van baron Fatbelty. Daar ontdekken Suske en Wiske dat er in de kelder mensen gevangen worden gehouden. De baron heeft ze onder valse voorwendselen gepakt en kan nu hun bezittingen opeisen. Lambik heeft echter niets door en praat volop met Chemilie, waardoor Sidonianne jaloers wordt. Chemilie krijgt hem zelfs zo ver dat hij haar uitlegt hoe een benzinemotor werkt, alsmede welke grondstoffen daarvoor moeten worden gebruikt en hoe ze moeten worden bewerkt. Deze chemische kennis blijkt in handen van Chemilie levensgevaarlijk.
De vrienden kunnen uit het kasteel ontsnappen en bouwen hutten en een uitkijktoren in het bos van Sherwood. De vrienden helpen de arme bevolking en beroven de rijken. De baron en Chemilie besluiten een geheim wapen te maken om de vrienden te verslaan. Suske en Wiske ontdekken in de stad dat de baron elke ridder tot een steekspel uitdaagt en dan zijn geheime wapen wil gebruiken. De verhalen van Lambik hebben Chemilie op het idee gebracht om een "auto" te bouwen. Lambik komt als ridder om het duel aan te gaan.
Lambik kan net ontsnappen uit de stad, maar wordt gevolgd door een mobiele patrouille (soldaten in eenpersoons-autootjes). Door een stortbui kan hij ontkomen. De stortbui is het werk van de fee Malseregen, ze wil het bos beschermen tegen de ruige (zure) regen die veroorzaakt wordt door de motordinges (autootjes). De vrienden horen dat Chemilie iets van plan is en tante Sidonia gaat op onderzoek in een grot onder een heuvel. Chemilie ziet haar in haar glazen bol en neemt tante Sidonia gevangen, ze zullen Sidonianne ophangen als niemand Chemilie zal verslaan met boogschieten. Lambik wint het toernooi, maar Chemilie houdt zich niet aan haar woord. Suske en Wiske bevrijden tante Sidonia en door hulp van burgers moeten Chemilie en de baron vluchten. Maar op de heuvel is inmiddels een schoorsteen gebouwd en deze stoot constant smerige rook van zwavel en salpeterzuur uit, het bos van Sherwood sterft. Zo raken de vrijbuiters hun schuilplaats kwijt. Fee Malseregen heeft veel verdriet over het sterven van de natuur.
Fee Malseregen laat het regenen. Chemilie bindt haar echter in de wolken vast aan een paal en laat Mjolnir, de hamer van Thor, haar bewaken. Suske en Wiske draaien een sluis open en hierdoor loopt de grot onder water. De machine van Chemilie ontploft hierdoor en de soldaten van de baron verlaten de streek. De burgers van Nottingham vieren feest en Lambik wordt als sheriff benoemd. Maar fee Malseregen is nog gevangen in de wolken als tante Sidonia door professor Barabas terug naar haar eigen tijd wordt geflitst. Tante Sidonia praat met Isabel en neemt haar en andere duiven mee naar Nottingham. De duiven vliegen met Lambik naar de wolken, maar Lambik verliest van de hamer van Thor als die een bliksem veroorzaakt. Dan arriveert Jerom, toen hij terugkwam van zijn reis heeft professor Barabas hem alles verteld. Jerom vertrok meteen met de teletijdmachine, en de hamer breekt als hij Jerom raakt. Jerom bevrijdt fee Malseregen van de paal en Lambik ontwaakt weer. De fee bedankt beide mannen en belooft de aarde weer vruchtbaar te maken.
De duiven worden weer weggeflitst en de vrienden betrekken het kasteel. De natuur wordt weer mooi en de bevolking geniet van de herwonnen vrijheid. Maar dan vindt Lambik een briefje en maakt een kastje open, waarna hij wordt geraakt door een pijl; Chemilie had uit wraak een val uitgezet. Lambik raakt niet ernstig gewond en de vrienden gaan terug naar huis.

## Achtergronden
Nadat Paul Geerts in 1972 de nieuwe hoofdtekenaar was geworden van Suske en Wiske, bleef Vandersteen zich nog tot op zekere hoogte met de strip bemoeien. Nu en dan verzon hij zelf nog een thema. Maar midden jaren 80 bedacht, schreef en tekende Vandersteen geheel eigenhandig nog een drietal verhalen: De ruige regen, De eenzame eenhoorn (deels door hem getekend) en De wervelende waterzak.
Vandersteen haalde voor De ruige regen inspiratie uit onder andere de legende van Robin Hood en uit een destijds actueel thema: zure regen.

## Engelse uitgave
Het verhaal is ook in het Engels uitgegeven als The poisoned rain. Hierin hebben de karakters de volgende namen:
- Wiske is Bobette
- Suske is Bob
- Tante Sidonia is aunt Agatha
- Lambik is Orville
- Jerom is Wilbur
- Schanulleke is Molly
- professor Barabas is professor Barnabas
- Chemilie is Camelia
- Fee Malseregen is princess Rainfalland